# Eberhard II de Wurtemberg
Pour les articles homonymes, voir Eberhard de Wurtemberg (homonymie).
Eberhard II du Wurtemberg (après 1315-15 mars 1392), fut comte du Wurtemberg et comte d'Urach avec son frère Ulrich IV de 1344 à 1366. À cette date, il devint seul comte du Wurtemberg et d'Urach jusqu'à sa mort.

## Biographie
Fils de Ulrich III, comte du Wurtemberg et de Sophie de Ferrette, Eberhard II du Wurtemberg naît après 1315. Il épouse en 1340 ou le 17 septembre 1342) Élisabeth d'Henneberg (morte en 1384) (fille du comte Henri VIII d'Henneberg-Schleusingen) (Maison d'Henneberg (de)). Il fut co-régent du Duché de Lorraine de 1346 à 1363 et maria sa fille Sophie avec le jeune duc Jean Ier.
Jusqu'en 1361, Eberhard régna avec son frère Ulrich IV, qu'il força à un accord pour garantir l'indivisibilité du Wurtemberg. Le 1er mai 1362, Ulrich laisse le pouvoir à Eberhard. Pour agrandir son territoire, Eberhard conclut des alliances avec l'empereur Charles IV. Après un conflit avec le comte Wolf d'Eberstein, Eberhard retourna sa politique contre les villes impériales qui faisaient obstacle à l'élargissement du Wurtemberg. Des batailles s'ensuivirent en 1372 à Altheim, en 1377 à Reutlingen et en 1388 à Döffingen contre l'Union des villes souabes. Ces conflits conduisent à une impasse. Son fils Ulrich meurt à la bataille de Döffingen.
Deux enfants sont nés de cette union :
- Ulrich du Wurtemberg (1342-1388). Mort avant son père, il ne régna pas mais sera le père d'Everhard III.

- Sophie de Wurtemberg (1343-1369). En 1361 elle épousa le duc Jean Ier de Lorraine (Maison de Lorraine).

Il meurt le 15 mars 1392.
Eberhard II est l'ascendant agnatique (direct de mâle en mâle) de Charles de Wurtemberg, chef de la maison de Wurtemberg de 1975 à sa mort en 2022, et, évidemment de son petit-fils et successeur Wilhelm de Wurtemberg, né en 1994.
Eberhard a été chanté dans la littérature dans des ballades de Schiller et de Uhland.